# Palliduphantes insignis
Palliduphantes insignis là một loài nhện trong họ Linyphiidae.
Loài này thuộc chi Palliduphantes. Palliduphantes insignis được Octavius Pickard-Cambridge miêu tả năm 1913.